# Dizangué
Dizangué è un centro abitato del Camerun, situato nella Regione del Litorale.